# Ясеновцы (Львовская область)
Ясеновцы (укр. Ясенівці) — село в Золочевской городской общине Золочевского района Львовской области Украины.

## История
После распада Австро-Венгрии селение оказалось в составе Тарнопольского воеводства Польши, в сентябре 1939 года — вошло в состав СССР, в ходе Великой Отечественной войны в 1941—1944 гг. было оккупировано немецкими войсками.
В начале 1950-х годов на территории Золочевского района началось внедрение посевов сахарной свеклы. В дальнейшем, в 1950-е годы в селе Ясеновцы был построен и введен в эксплуатацию сахарный завод.
По переписи 2001 года население составляло 1611 человек.
В январе 2002 года было возбуждено дело о банкротстве находившегося здесь Золочевского сахарного завода. В апреле 2009 года было принято решение о закрытии завода.
В селе расположена районная ветеринарная больница.

## Транспорт
Находится на шоссе Золочев — Львов.